# 4621 Tambov
A 4621 Tambov (ideiglenes jelöléssel 1979 QE10) a Naprendszer kisbolygóövében található aszteroida. Nyikolaj Sztyepanovics Csernih fedezte fel 1979. augusztus 27-én.